# Villa Krause
Villa Krause är en kommunhuvudort i Argentina.   Den ligger i provinsen San Juan, i den centrala delen av landet, 1 000 km väster om huvudstaden Buenos Aires. Villa Krause ligger 634 meter över havet och antalet invånare är 107 778.
Terrängen runt Villa Krause är platt. Runt Villa Krause är det tätbefolkat, med 343 invånare per kvadratkilometer.. Närmaste större samhälle är San Juan, 3,3 km norr om Villa Krause.
Omgivningarna runt Villa Krause är i huvudsak ett öppet busklandskap.